# جور کردن جورچین
«جور کردن جورچین» (به انگلیسی: Jigsaw Falling into Place) نام آهنگی از گروه آلترنیتیو راک انگلیسی ردیوهد است که در سال ۲۰۰۸ منتشر شد و آهنگ یکی مانده به آخر آلبوم در رنگین‌کمان‌ها بود.

## نمای کلی
این آهنگ سابقاً با نام "Open Pick" شناخته می‌شد که در واقع نامی بود که ردیوهد در تور سال ۲۰۰۶ به آن داده بود.
آهنگ برای مدت زیادی در پخش‌های رادیویی حضور داشت و بعد از آهنگ دزد قبرها به بالاترین میزان فروش در بین آهنگ‌های آلبوم رسید.
جور کردن جورچین در جدول بریتانیا به رتبه سی‌ام رسید که بعد از خوش‌شانس بدترین شروع فروش ردیوهد است.این اولین آهنگ ردیوهد است که بعد از خارج شدن ردیوهد از قرارداد با شرکت ای‌ام‌آی گروه منتشر کرده‌است.در عوض این آهنگ توسط ناشر مستقل ایکس‌ال رکوردینگز منتشر شد.
مجله تایمز از آهنگ به عنوان یکی از ده آهنگ برتر سال ۲۰۰۷ یاد کرد و آن را در رتبه پنجم قرار داد.جاش تیرانجل منتقد تایمز تحکیم و قدرت آهنگ را ستود و آن را به یک نمایش سه نفره تشبیه کرد و از آهنگ به عنوان "سفری در اعماق عشق بازی، فهمیدن و تاسف که تا می‌تواند به یک رابطه تیره و تار در عرض چهار دقیقه تبدیل شود" یاد کرد.

## نماهنگ
موریک ویدیوی سیاه و سفید آهنگ پنج عضو ردیوهد را نشان می‌دهد که در یک اتاق و درحالی آهنگ را اجرا می‌کنند با دوربین‌هایی متصل به سرشان از آن‌ها فیلم‌برداری شده.بعد از نماهنگ ۲+۲=۵ این اولین باری است که در یکی از نماهنگ‌های گروه هر چهار عضو حضور دارند.

## لیست آهنگ‌ها
1. Jigsaw Falling into Place
2. Down Is the New Up
3. Last Flowers